# Ácido hexatriacontílico
El ácido hexatriacontílico, o ácido hexatriacontanoico, es un ácido carboxílico de 36 carbonos de longitud y un ácido graso saturado (C36:0) con la fórmula CH
3(CH
2)
34CO
2H.